# TV Centr
OAO Telekompania TV Centr (ros. ОАО Телекомпания ТВ Центр) – rosyjski kanał telewizyjny, który powstał 9 czerwca 1997.
Program informacyjny TV Centr nosi nazwę Sobytija (tłum. „wydarzenia”).

## Logo
- 9 czerwca 1997 – 5 września 1999: dwa łuki, na górze fioletowy, na dole tęczowy. Pod spodem był fioletowy napis TV CENTR (ros. ТВ ЦЕНТР). Na ekranie logo było w kolorze złotym bez napisu.
- 6 września 1999 – 24 września 2000: litery na różnych pochylonych paskach: Т na granatowym, В na niebieskim, i Ц na szarym.
- 25 września 2000 – 31 grudnia 2001: niebieska trójwymiarowa litera Т, na tle której znajdowała się biała litera Ц, pod którą w jasnoniebieskim kwadracie znajdowała się litera В.
- 1 stycznia 2002 – 13 marca 2006: identyczne logo jak w latach 2000–2001 otrzymało półprzezroczyste szare tło, które było podzielone na cztery kwadratowe sekcje. Każda z sekcji świeciła się na kolor, odpowiadający określonej porze dnia (żółty – rano, zielony – popołudnie, niebieski – wieczór, czerwony – noc). Od 12 stycznia 2004 roku wszystkie sekcje emitowano przez cały dzień, a od 9 lutego 2004 roku było mniejsze.
- 14 marca – 13 sierpnia 2006 : Podobne do poprzedniego, lecz usunięto napis ТВЦ z lat 2000–2002.
- 14 sierpnia 2006 – obecnie: Biała litera Ц w czerwonym kole z napisem TV Centr. Na ekranie logo było bez napisu, a obecnie w wersji mono.

W latach 1997–1999 logo emitowano w lewym dolnym rogu ekranu, w latach 1999–2000 i od 2006 roku w prawym górnym rogu ekranu, a w latach 2000–2006 w lewym górnym rogu ekranu.